# NGC 3153
NGC 3153 ist eine Balken-Spiralgalaxie vom Hubble-Typ SBc im Sternbild Löwe am Nordsternhimmel. Sie ist rund 121 Millionen Lichtjahre von der Milchstraße entfernt.
Das Objekt wurde am 19. März 1784 von Wilhelm Herschel entdeckt.